# 수학도둑

《메이플스토리 수학도둑》은 서울문화사에서 출판하는 수학 학습만화 시리즈이다. 서울문화사의 아동만화 시리즈 코믹 메이플스토리 오프라인 RPG에서 이어지는 내용으로 구성되어 있다.

## 작화
1권부터 26권까지는 원작 코믹 메이플스토리의 그림작가 서정은이 작화를 담당하였으나, 바쁜 스케줄로 인해 27권부터 서정은 작가가 빠지게 되고, 재라 작가가 그리기 시작했다. 이후 41권을 기점으로 재라 작가의 컨디션 문제로 서정은 작가가 작화를 돕기 시작하였고, 결국 60권을 끝으로 재라 작가는 완전히 하차했다. 이후 61권부터는 포곰군 작가가 작화를 담당하였으나 70권을 끝으로 포곰군 작가도 하차하여 71권부터는 서정은 작가가 임시로 전체 작화를 담당한다.

## 등장인물

### 제국, 맘시티
- 도도 : 맘 시티의 남주인공. 반군의 스파이다. 잔꾀가 많다. 쫑파티의 파티장이다.
- 아루루 (우루루) : 청혈파티의 파티장.중간에 도도를 배신한다. 맘 시티의 귀족이며 현재는 시골로 내려갔다.
- 주카 (짜카) : 중간에 도도를 배신한다. 맘 시티의 귀족이며 현재는 시골로 내려갔다.
- 카산드라 : 예언자. 지혜롭지만 배신을 잘한다.
- 뚱스턴 : 도도의 조력자. 뚱파티의 파티장이다.
- 아에라스(에아) : 맘시티의 공주이다.
- 오르카 : 악역. 페디카파티의 파티장이며 인조요괴다.
- 메르세데스 : 도도의 조력자이며 도도를 좋아한다.
- 리린: 메르세데스의 조력자이며 인조요괴이자 아란을 좋아한다.
- 아란(포르미도) : 메르세데스의 조력자이며 도도를 존경하며 리린을 좋아한다.
- 땅그지: 도도의 조력자. 맘 시티 폭력조직의 아들이다.
- 귀족원장: 맘시티 귀족원장이다. 본명은 듀나미스.
- 돌팔이: 도도의 조력자. 초등학생이 만들었다.

### 신국
- 도도리:도도리
- 그리토: 누메론 신국의 여신.
- 제이: 누메론 신국의 신제.
- 나미니어:누메론 신국의 시녀장이자 음모의신. 악역이라고 함.
- 카이린:그리토의 소꿉친구
- 나자리노:그리토의 사촌오빠.사실 동갑이다.
- 아네타:지혜의신 악역인것 같다.

### 마법계
- 바우 : 스파이럴 제국의 황후이다. 마법계로 이동한다.
- 델리키 : 바우의 시종무관. 1년전 마법계로 이동했었다.
- 힐라 : 악역. 두껍주인의 노예가 되었다. 지금은 흑마법의 신과 같이 있다.
- 두껍 주인 : 흑마법의 신. 흑마법 12마를 소환할 수 있다.
- 세껍 : 두껍의 동생.1마에게 몸을 빼앗긴다.
- 네코왕자 : 악역. 흑마법의 신(두껍주인)에게 생명력을 빼앗겨, 죽게된다.
- 마르 : 네코의 약혼자. 델리키를 좋아하지만, 지금은 등장하지 않고 있다.
- 가토 : 네코왕자의 총리대신. 바우를 살리다가 희생되었다.

- 1마:6마에게 꿈속 세계를 만들라고 지시한다.(허수아비)신이 된다.

- 6마:꿈속 세계를 만들어냈다.5마와 마찬가지로 바우에게 당한다.

- 5마:1마의 명령으로 바우를 없애려 한다. 하지만 결국 당한다.

- 4마:달팽이

- 3마:흡혈귀 집단이다.

### 시즌 4 극마계(魔계)
- 가시바우:바우의 사촌동생. 마계에 가서 흑마법을 배운다.
- 핫도그:마계의 개
- 마계남매:황후,공작 이였다가 마계남매가 됐다.바우에게 당한다.
- 아연맨:러셀론 공작이 황후의 복수를 하기 위해 변신된 것이다
- 퓨리오사:델리키를 처치하기 위해 황후가 성형한 것이다

### 시즌 3
- 카일(카이저):도도의 조력자.
- 오안네스:불가사리 모자를 쓴 귀여운 인어이다.바다의 공주이고 카이저를 좋아한다.
- 티어(엔젤릭버스터):도도의 조력자, 도도를 살리기 위해 도도와 원치않은 약혼을 했다.
- 이데아:티어의 언니, 니힐을 좋아한다.
- 니힐: 진짜 수학도둑이다. 신관인 척 위장하고 도도를 수학도둑으로 몬다.

## 같이 보기
- 코믹 메이플스토리
- 메이플스토리